# Българско военно гробище (Църничани)
Българското военно гробище в Църничани е създадено по време на Първата световна война, когато в него са погребани български войници и офицери от 9-и артилерийски полк. Гробището е обрасло и в много лошо състояние.
- Снимка от дрон към селските и военните гробища

В близост до българското военно гробище се намира и друго такова.